# Церковь Святого Михаила и всех ангелов (Сандакан)
Церковь Святого Михаила и всех ангелов — англиканская церковь в городе Сандакан в малазийском штате Сабах. Это старейшее в Сабахе здание, построенное полностью из камня.
С 1881 года север острова Калимантан контролировала Компания Британского Северного Борнео. Первоначально христианские обряды проводились в отдельном помещении комнате в доме колониального секретаря. Уильям Бёрджесс Прайер, первый британский управляющий, уже в январе 1883 года просил архиепископа Кентерберийского направить в Сандакан англиканского пастора. 2 сентября 1888 года из Англии прибыл преподобный Уильям Генри Элтон, назначенный священником Сандакана.
Губернатор Северного Борнео Чарльз Ванделер Криг предложил выбрать свободный участок земли для строительства миссии. Был найден подходящий участок площадью два акра, 5 октября 1888 года было принято решение о строительстве церковного здания по проекту архитектора из Новой Зеландии Б. У. Маунфорта. Первый камень в основание храма был заложен губернатором 29 сентября 1893 года.
По меркам того времени церковь из кирпича — это было бы некрасиво и несолидно; в качестве материала рассматривалось и местное «железное дерево» Eusideroxylon zwageri, но так выходило слишком дорого. Поэтому обратились к камню — чёрный гранит добывался заключёнными в карьере недалеко от малайской деревни Buli Sim Sim. Для постройки церкви использовались кубические блоки стороной 30 сантиметров и весом около 63 килограммов. Белый же камень, которым отделаны окна и двери храма, доставлен из Гонконга.
Главный неф и трансепт церкви Святого Михаила и всех ангелов освящёны в Михайлов день 30 сентября 1906 года. Западный портал церкви, являющийся ныне её главным входом, был достроен и освящён в 1925 году.
В мае 1941 года преподобный Рубен Хенторн и преподобный Денис У. А. Браун были интернированы японцами. Службы в церкви Святого Михаила и всех ангелов продолжались до 1943 года, когда она была закрыта и стала использоваться как магазин. Японские войска взорвали здание перед капитуляцией в 1945 году, но капитальные стены устояли; считается, что храм — единственное здание в полностью разрушенном Сандакане, пережившее Вторую мировую войну.
В 1988 году, к вековому юбилею прихода, у северо-западного угла церкви установили мемориальный камень, под табличкой «Во славу бога» заложены две капсулы, которые надо вскрыть в 2038 и 2088 году. Красочные цветные витражи подарены церкви Святого Михаила и всех ангелов австралийскими англиканцами в 2005 году в ознаменование 60-летия окончания Второй мировой войны.